# Rineloricaria uracantha
Rineloricaria uracantha és una espècie de peix de la família dels loricàrids i de l'ordre dels siluriformes.

## Morfologia
Els mascles poden assolir els 16,5 cm de longitud total.

## Distribució geogràfica
Es troba als rius dels dos vessants de l'Amèrica Central.